# Notulae Systematicae. Herbier du Museum de Paris
Notulae Systematicae. Herbier du Museum de Paris (abreviado Notul. Syst. (Paris)) fue una revista ilustrada con descripciones botánicas que fue editada por el Museo Nacional de Historia Natural de Francia. Se publicaron 16 números en los años 1909-1960. Desde el vol. 5 (1935/36) subtitulado como Museum National d'Histoire¹Naturelle. Fue reemplazado por Adansonia, n.s. Paris